# Tesseract (banda)
Tesseract (estilizado TesseracT) é uma banda britânica de metal progressivo, mais precisamente do recém criado gênero de heavy metal conhecido como djent metal. Formada em 2003, a banda TesseracT é tida como uma das precursoras e mais populares e influentes bandas do Djent Metal.
Seu atual vocalista, Daniel Tompkins, é o vocalista que por mais tempo esteve no posto. Seu retorno se deu após a saída do seu antecessor, Ashe O'Hara. Daniel foi vocalista da banda Skyharbor entre os anos de 2010 e 2015, e sua saída foi motivada pelo retorno ao Tesseract. Daniel também já fez participação em uma regravação com o violonista Jon Gomm.[carece de fontes?]
Em 2024, a Loudwire elegeu seu primeiro disco One como um dos 11 melhores álbuns de estreia de metal progressivo.

## Membros

### Atuais
- Vocal - Daniel Tompkins (2009 - 2011, 2014 - Presente)
- Guitarra - Alec "Acle" Kahney (2003 - Presente)
- Guitarra - James 'Metal' Monteith (2006 - Presente)
- Baixo e Voz de Apoio - Amos Williams (2006 - Presente)
- bateria e Percussão - Jay Postones (2005 - Presente)

### Anteriores
- Vocal - Julien Perier (2004 - 2006)
- Vocal - Abisola Obasanya (2006 - 2008)
- Vocal - Elliot Coleman (2011 - 2012)
- Vocal - Ashe O'Hara (2012 - 2014)

### Linha do tempo

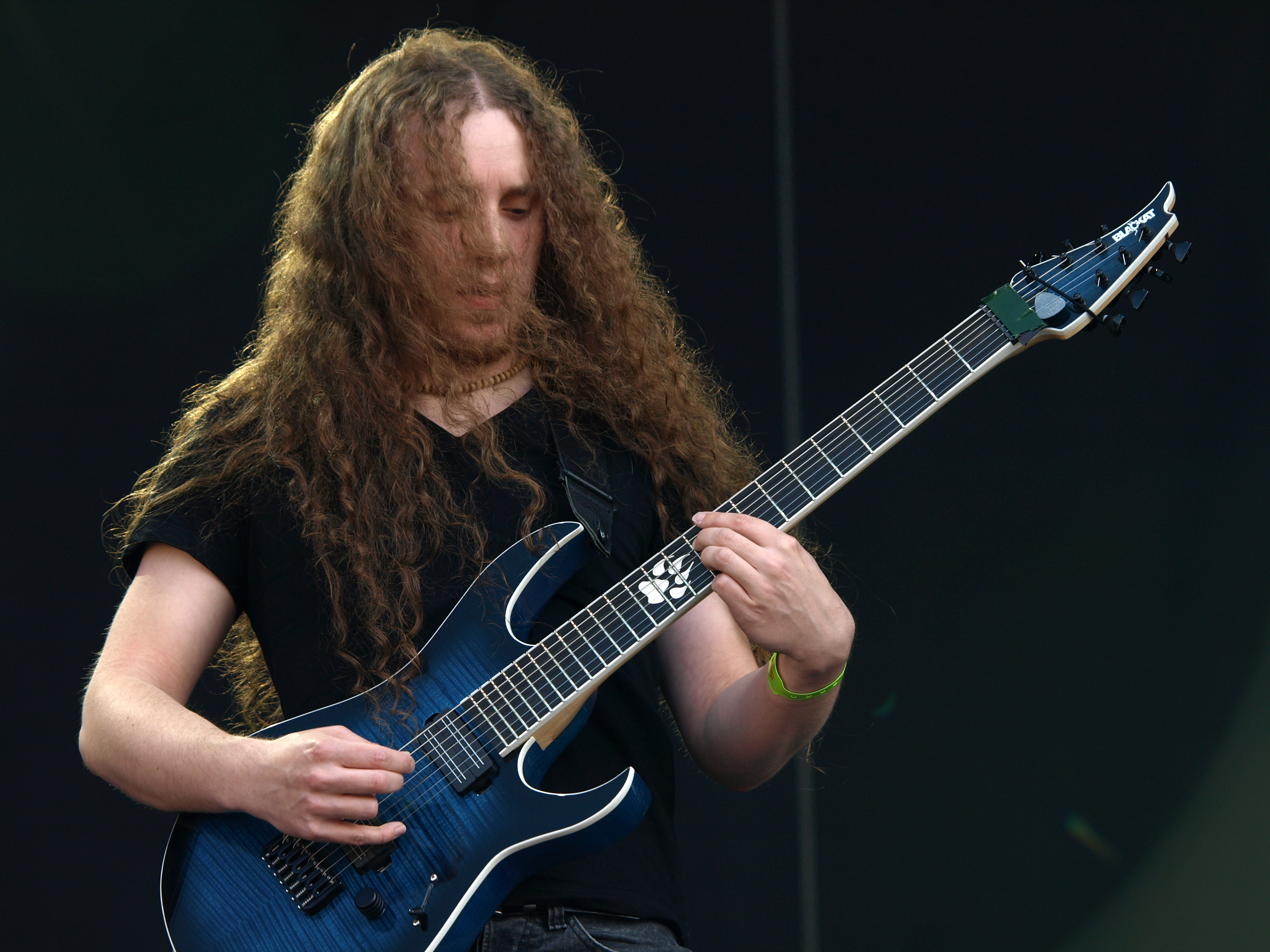
O guitarrista Alec "Acle" Kahney, fundador do TesseracT.

## Discografia

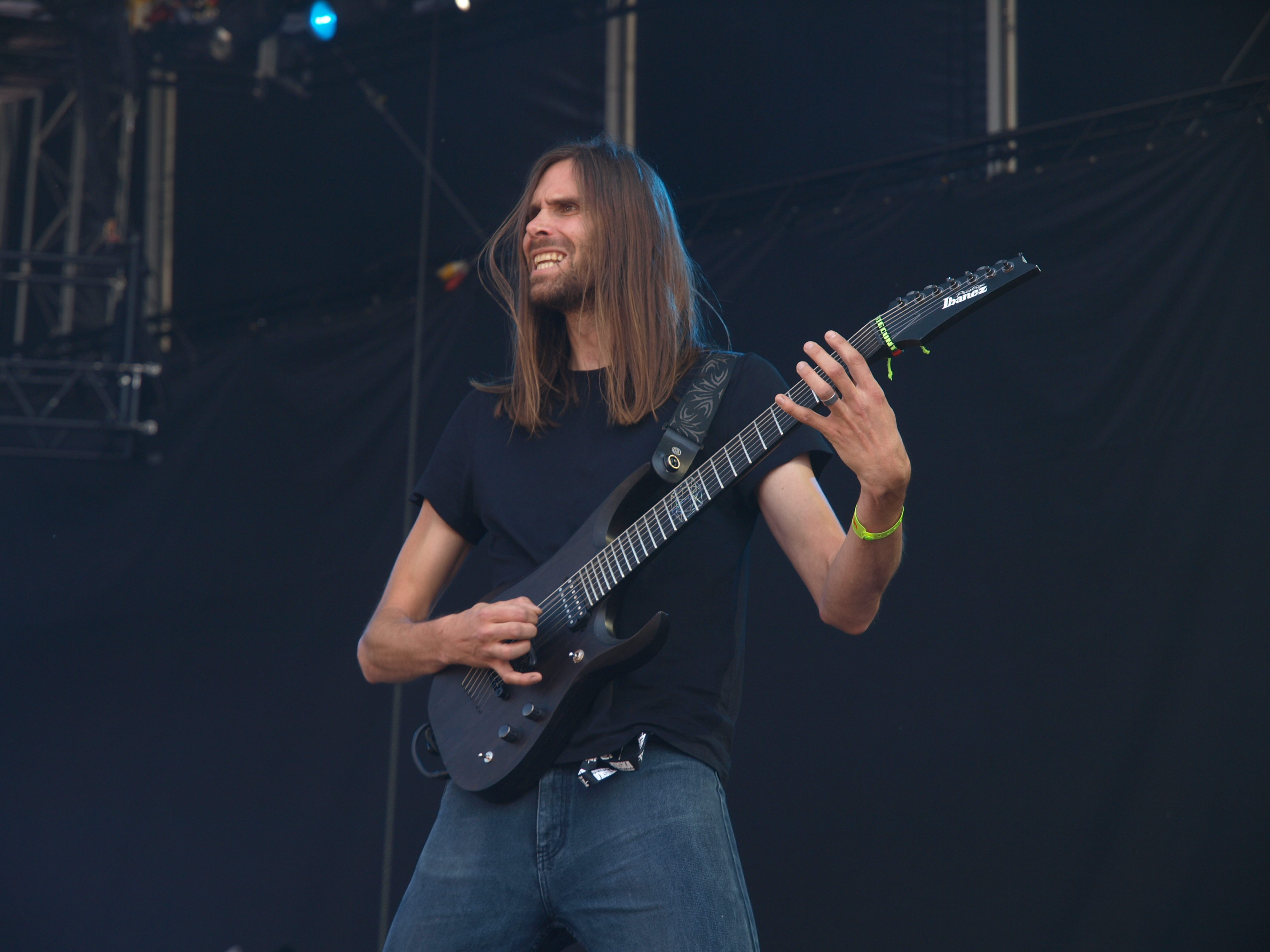
O guitarrista James 'Metal' Monteith.

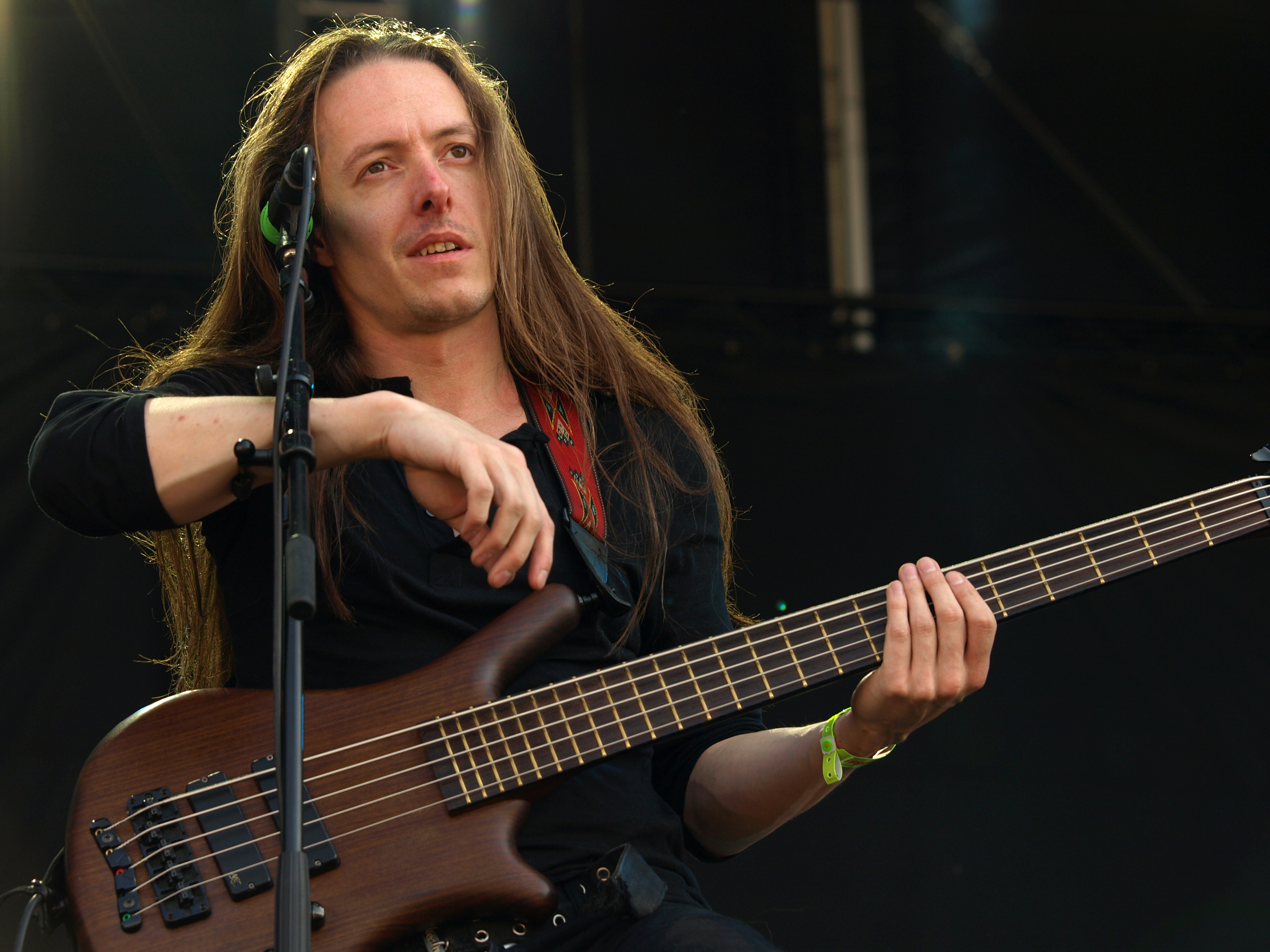
O baixista Amos Williams.

### Álbuns de estúdio[5]
- 2011 - One
- 2013 - Altered State
- 2015 - Polaris
- 2018 - Sonder
- 2023 - War of Being

### EPs
- 2010 - Concealing Fate
- 2012 - Perspective
- 2016 - Errai

### Singles
- 2011 - Nascent
- 2012 - Nocturne
- 2013 - Singularity
- 2015 - Messenger
- 2016 - Survival (Errai)

### Álbuns ao vivo
- 2015 - Odyssey/Scala

### Videoclipes
- 2010 - Deception
- 2011 - Nascent
- 2011 - Eden 2.0
- 2013 - Singularity
- 2013 - Nocturne
- 2015 - Survival
- 2016 - Hexes
- 2023 - War Of Being
- 2023 - Legion
- 2024 - Natural Disaster

## Bandas similares
- Intervals
- Skyharbor
- Monuments
- Dream Theater